# Jornal Democracia do Sul
Democracia do Sul foi um periódico português que circulou entre 1917 a 1971. Este Jornal começou como semanário ligado ao Partido Republicano Nacionalista. Foi fundado em Montemor-o-Novo em 1 de Janeiro de 1901 por Leão Magno Azedo e Joaquim Pedro de Matos, em continuação do jornal O Belmiro . Enquanto em Montemor-o-Novo, mantinha um rol de colaboradores ilustre de entre os quais se destaca Brito Camacho , Guerra Junqueiro, António José de Almeida.
Em 2 de Agosto de 1917, ao nº 787, foi trazido para Évora por Eduardo Guerra Geraldo. De acordo com edital publicado neste número, “Motivos de varias ordem originaram a transferência, para esta cidade, da sede deste jornal, que na capital transtagana se apresenta não apenas como órgão do partido em que sempre militou, mas também como porta-voz das aspirações desta ubérrima região, cujo progresso e desenvolvimento em todos os ramos da actividade bem precisa do esforço de todos os seus filhos”. 

## História
No primeiro dia de Janeiro de 1901, na então vila de Montemor-o-Novo, era dado à estampa o primeiro número do semanário «Democracia do Sul». Foi seu fundador Joaquim Pedro de Matos, apoiado financeiramente pelo Dr. Leão Magno Azedo e tendo na chefia da redacção, Eduardo Guerra Geraldo.
O semanário assumiu-se desde o primeiro dia como “Órgão do Partido Republicano”, tendo funcionado naquela vila até 1917, quando Eduardo Geraldo, já então seu proprietário, o levou para Évora, onde desempenhava funções na Junta Autónoma de Estradas.
Em 2 de Agosto de 1917 saiu, então, em Évora, o primeiro exemplar, com o número 787, sob a direcção, ora sucessivamente ora em conjunto, dos Drs. Calça e Pina, Câmara Manuel, Alberto Jordão e João Camarate Campos, permanecendo Eduardo Geraldo como secretário gerente e editor.
Em 1 de Abril de 1921 tomou a designação de Diário Republicano e também Diário Republicano da Noite e assumia a sua propriedade a denominada “Empreza Democrática Alentejana” (sic), da qual Eduardo Geraldo era sócio gerente.
Por esse tempo, havia ainda em Évora, pelo menos, mais um jornal diário, o “Notícias d’Évora", e outras publicações regulares; mas “chegava para todos” (1).
Mas a República atravessava um momento confuso. O aparecimento do golpista Sidónio e a vitória fácil do Partido Nacionalista Republicano em 1918, provocaram estranhas movimentações no panorama partidário em Portugal, sobretudo nas diversas agremiações republicanas.  
A crise moral que então se vivia e se caracterizava “pela descoordenação de todas as energias nacionais” agravadas pelas “longas ditaduras de facções, em prejuízo da unidade e da integridade dos grandes partidos da República” (2) dita a necessidade de reorganização do leque partidário. Emerge, então o novel Partido Republicano Nacionalista, que se formou da união, em 27 Fevereiro de 1923, de dois dos mais importantes partidos republicanos ordeiros (Partido Republicano Liberal e Partido Republicano da Reconstituição Nacional).
O Partido Republicano Nacionalista conseguiu, neste quadro político competitivo, assumir-se desde a sua fundação como um partido com aspirações e estruturas para assumir o poder a nível local e regional. Nas eleições de 1925, triunfa claramente(3).
Para essa vitória, contribui decisivamente, a "Democracia do Sul", que se assumira já em Montemor como jornal republicano, e com o surgimento do PRN se transformara em órgão oficioso deste partido (4).
Pouco depois, Salazar chegara ao poder e rapidamente consolidara a sua posição ditatorial. E ele não era lá grande adepto de ideais republicanos.
O PRN extinguia-se, esmagado por um misto de temores, represálias e expectativas, mesmo antes de Salazar decretar a falácia do "partido único".
Em 1 de Abril de 1934, depois de várias ameaças que punham em causa o seu emprego e o de sua esposa, professora do ensino primário nas Alcaçovas, Eduardo Guerra Geraldo, o eterno republicano anti-clericalista, vê-se forçado a deixar o lugar na redacção da “Democracia do Sul”, fazendo-se substituir por um seu afilhado, Aníbal Queiroga Pires, que já vinha desempenhando as funções de secretário da redacção.
O jornal, ainda propriedade de Eduardo Geraldo, que até então era impresso em tipografias externas, consegue adquirir oficina e “rotativa” própria, passando, em 24 de Janeiro de 1936, a ser concebido e totalmente executado, em sede própria.
Certo é que os “influentes” de então, sob a batuta do que viria a ser deputado da União Nacional, o reitor do liceu, promoveram uma invasão às instalações, com o rapazio da academia a destruir completamente todo o material do jornal que, deste modo, se viu forçado, novamente, a ser impresso numa tipografia da cidade.
A detenção de Eduardo Guerra Geraldo pela polícia política, na sequência da destruição das instalações do jornal, veio então impor-lhe o “abandono” definitivo da propriedade do jornal, ao mesmo tempo que era imposta a todos os funcionários públicos, a proibição de escreverem em jornais. A mordaça estava estabelecida; para muitos anos.
Por essas razões, procedeu-se a uma venda fictícia da “Democracia do Sul” a Aníbal Queiroga, em 10 de Agosto de 1938 e, a partir dessa data e até à hora da sua morte, em 1954, Eduardo Guerra Geraldo continuou a exercer como “director e proprietário sombra”, deslocando-se às instalações do jornal (que, entretanto, em 1938, voltara a ter oficinas próprias) tão pouco quanto possível, “acumulando” à magra reforma as funções de correspondente de “O Século”.
Aníbal Queiroga ficou à frente da empresa até 1962, data do seu falecimento, legando-a a seu filho, também Aníbal, que assumiu o lugar de chefe de redacção.
O diário entrava em inexorável “rampa descendente” e, quando Aníbal Queiroga filho, foi preso pela PIDE por se ter deixado envolver com os autores “do assalto da Figueira da Foz”, entrava em agonia, com a publicação desregulada e incerta.
Acabou por suspender a actividade em 1 de Agosto de 1971 e nem a posterior “venda do título”, a um setubalense, serviu para restabelece-la.

(1) Publicavam-se, simultaneamente, em Évora: os diários "Democracia do Sul" e o “Notícias d’Évora”; o bi-semanário, "O Democrático"; os semanários "A Terra Alentejana" e "A Defesa"; a revista, "Ilustração Alentejana" e outros periódicos regulares.
(2) Eduardo Geraldo, in Democracia do Sul, em 3 de Novembro de 1925, p.1.
(3) Deste modo conseguiu-se quebrar a tradicional hegemonia do PRP e se assumiu como uma alternativa conservadora dentro do quadro republicano, no concelho de Évora, tendo conseguido obter importantes vitórias eleitorais nas últimas eleições da 1ª República.
O PRN vence as eleições legislativas no círculo de Évora em 1925, nas últimas eleições livres antes da implantação do Estado Novo, elegendo o deputado Alberto Jordão Marques da Costa, que fora (e posteriormente voltaria a ser) um dos directores do jornal “Democracia do Sul”.
(4) O PRN defendia intransigentemente a República e encontrava-se «entre duas reacções» a reacção monárquica e a reacção jacobina. Vingava “lutando contra todas as prepotências, protestando contra todas as ilegalidades, reagindo contra a série já imensa de actos que traduzem um acentuado desejo de subversão do existente”(«O Partido Nacionalista», in Democracia do Sul, 18 de Fevereiro de 1925, p. 1).

### Colaboradores
Durante a su existência, foram inúmeros os colaboradores notáveis do "Democracia do Sul": Brito Camacho, Fazenda Júnior, Heliodoro Salgado, Silvestre Falcão, Guerra Junqueiro, Fontana da Silveira, José do Vale, Amélia Freitas, Victor Santos, Aurora Jardim, Celestino David, Mário Coelho, Hernâni Cidade, Azevedo Gomes, Antunes da Silva, Alice Ogando, Pedro Monte, Alexandre Alvim, Cruz Malpique, Ruy de Andrade, Gil do Monte, António José Saraiva, Ramiro da Fonseca, João de Deus, M. Amélia Vaz de Carvalho, Macedo Papança (Conde de Monsaraz), Ana de Castro Osório, Etelvina Lopes de Almeida, Afonso Cautela, Maria Teresa Horta, José Cutileiro, Túlio Espanca, Maria Rosa Colaço, Mário Gonçalves Viana, Vergílio Ferreira ou António José de Almeida são alguns dos nomes que se destacaram nas letras ou na política, de entre as centenas que mantiveram colaboração regular ou esporádica, com a “Democracia do Sul”, jornal que se destacou, assim, na vida cívica, honrando a sua região, alfobre de intelectuais e de guardiões dos ideais progressistas e positivistas.

### Eduardo Manuel Corado Geraldo (1930-2015), neto de Eduardo Guerra Geraldo

#### Rotulava-se como
"Não me declaro apartidário nem enfeudado. Também não me rotulo nem laico nem místico. Serei, tanto quanto possível, observador atento e crítico; ácido e áspero, quando necessário. As minhas escolhas, a moral e a ética expressas serão aquelas que a minha consciência, vontade e princípios ditarem. "

#### Escrevia pouco antes do seu falecimento
"[...] Na “Democracia do Sul” publiquei, ainda adolescente, a minha primeira crónica. Depois disso, fui publicando crónicas por aqui e por ali, em jornais e revistas de maior ou menor expressão, mas nenhuma peça me encheu mais o peito que “Simum”, a primeira crónica satírica, cujo original perdi há muito, a propósito do Verão na capital alentejana.
Mais que “na massa do sangue”, o jornalismo perdura em mim desde o “va-verrrum, tac, verrum, tap-zzztap” (barulho da rotativa na tipografia montada na casa de Eduardo Guerra Geraldo, onde morava com ele o seu neto, Eduardo Corado Geraldo).
A carteira de jornalista chegou-me tarde, quando a aposentação não conseguia preencher o meu receio de uma inutilidade senil.
Mas, se alguma vez a fortuna se tivesse lembrado de mim, provavelmente a “Democracia do Sul” ainda viveria e estaria hoje a espelhar, em papel, a indignação provocada pela recente abolição do feriado de 5 de Outubro, aniversário da implantação da República Portuguesa. [...]"